# Stan and Judy's Kid
Stan and Judy's Kid é um álbum lançado por Adam Sandler, em 1999. O álbum foi indicado ao Prêmio Grammy. O álbum chegou a ganhar disco de ouro, vendendo 500 mil cópias.

## Faixas
1. "Hot Water Burn Baby" – 4:28
2. "Cool Guy 1" – 0:58
3. "7 Foot Man" – 3:45
4. "The Peeper" – 6:00
5. "Cool Guy 2" – 1:37
6. "Dee Wee (My Friend the Massive Idiot)" – 2:58
7. "Whitey" – 16:19
8. "Cool Guy 3" – 1:23
9. "She Comes Home to Me" – 4:01
10. "The Champion" – 7:57
11. "Cool Guy 4" – 1:15
12. "The Chanukah Song, Part II" – 4:02
13. "Inner Voice" – 4:30
14. "Cool Guy 5" – 1:37
15. "Welcome My Son" – 2:12
16. "The Psychotic Legend of Uncle Donnie" – 11:18
17. "Reprise" – 1:00